# Ellen Pompeo
Ellen Kathleen Pompeo (født 10. november, 1969) er en amerikansk skuespiller og producer. Hun er bedst kendt for sin rolle som dr. Meredith Grey i ABC's populære medicinske drama Greys Hvide Verden. Den vellidte hovedperson i den lange tv-serie har gjort hende verdenskendt og har givet hende både en Screen Actors Guild Award og en Golden Globe-nominering, samt gjort hende til en af verdens bedst betalte skuespillere siden 2017. Pompeos andre roller inkluderer bl.a. i Moonlight Mile (2002), Catch Me If You Can (2002), i komedien Old School (2003), i superheltefilmen Daredevil (2003), samt i Life of the Party (2005).

## Opvækst
Pompeo blev født i Everett, Massachusetts, som datter af Kathleen og Joseph Pompeo. Hendes far var af italiensk, engelsk og irsk afstamning, og hendes mor var af irsk afstamning. Hun opvoksede som katolik. Hendes mor døde af en fejlagtig overdose af smertestillende i 1973, da Pompeo var fire år. Hendes far giftede sig på ny kort efter; han døde 1. september 2012. I 2006 udtalte Pompeo, "Jeg tror, at det at min mor døde så ungt - som 39-årig - har fået mig til at værdsætte livet så meget." Hun har fem ældre søskende: tre søstre (Maureen, Kathleen og Suzanne) og to brødre (Joey og Dean). Hun gik under kælenavnene "blyanten" og "stracciatella" (gelato-smag). Hun arbejdede som bartender i Miami, hvor hun mødte sin daværende kæreste. De flyttede så til New York City i 1995, hvor en caster headhuntede hende til at medvirke i reklamer for Citibank og L'Oreal.

## Karriere

### 1995–2004: Den spirende karriere
Pompeos tidlige arbejde var i reklamebranchen og for små selvstændige firmaer. Hun fik sin tv-debut i 1996, da hun optrådte i NBC' politidrama Law & Order. Hun havde så sin spillefilmsdebut i den romantiske komedie Coming Soon (1999), hvor hun spillede en mindre rolle. Hun vendte så tilbage til Law & Order i 2000 og optrådte efterfølgende i Strangers with Candy, Strong Medicine og Venner. Hun flyttede til Los Angeles i 2001 og medvirkede kort efter i filmen Mambo Café overfor Thalía.
I 2002 blev Pompeo castet af instruktør Brad Silberling til en af de ledende roller i hans film Moonlight Mile, hvor hun spiller Jake Gyllenhaals karakters sympatiske kæreste. Filmen endte med at blive et egentligt gennembrud for Pompeo, og den generelle fine modtagelse af filmen og rosen til filmens cast, beskrev Jeff Vice fra Deseret News Pompeos optræden som "ekstremt applerende". Andre kritikere mente, at hendes optræden ville kunne fortjene en Oscar. I 2002 medvirkede Pompeo også i det biografiske krimidrama Catch Me If You Can; og i 2003 optrådte hun som Luke Wilsons kæreste i Old School. Hun spillede Jim Carreys ekskæreste, Naomi, i filmen Evigt solskin i pletfrit sind fra 2004. Selvom scenerne ikke endte med at komme med i filmen, følte hun stor taknemlighed overfor instruktøren Michel Gondry for at have givet hende muligheden for at være med. Hun spillede rollen som Karen Page i filmen Daredevil fra 2003,  og havde året efter en rolle i Art Heist.

### 2005–2010:Greys Hvide Verdenog andet arbejde
Pompeo fik sin første store rolle i 2005 i ABC' medicinske drama Greys Hvide Verden, skabt af Shonda Rhimes. Hun har spillet hovedpersonen og titelkarakteren, Meredith Grey, en kirurgisk turnuslæge ved det fiktive Seattle Grace Hospital siden seriens pilotafsnit. Greys Hvide Verden blev et verdensomspændende hit i 2005 og blev godt modtaget af tv-anmeldere. Ved seriens premiere fik Pompeo god feedback for sin optræden, hvor Newsdays Diane Werts skrev, "stjernen Ellen Pompeos nyslåede Dr. Grey formidler så meget substans, at du simpelthen ikke kan lade være med at se mere."
Pompeo underskrev en ny kontrakt til rollen på Greys Hvide Verden i 2011, hvilket øgede hendes løn pr afsnit til $200,000 (ca. 1,3 mio DKK); hun blev efterfølgende udnævnt som den ottende bedst betalte tv-skuespillerinde i 2012, med en årsløn på $9 million (ca. 57 mio DKK). I kontrakten bandt hun sig serien frem til 12. sæson. Ved den nyforhandlede kontrakt i 2013, kom hun op på en løn pr afsnit på $350,000 (ca 2,2 mio DKK) per episode, med ekstra betaling fra salg af serien til andre kanaler. I 2015 rangerede hun nummer fire på listen over højst betalte tv-skuespillerinde, samt på Forbes, med en årsløn på $11.5 million (ca. 73 mio. DKK). Pompeos kontrakt med produktionsselskabet udløb i slutningen af 12. sæson, det samme gældende for de andre oprindelige cast-medlemmer, og hun indgik en ny kontrakt med en højere løn. Hun beholdt sin fjerde plads på Forbes' liste i 2016, på grund af årslønnen på $14 million (ca. 89 mio DKK), hvilket svarer til en lønstigning på 32% fra lønnen i 2015.
Sammen med seriens voksende popularitet, blev Pompeo verdenskendt blandt tv-seer. Hendes optræden gav hende fem People's Choice Award-nomineringer, med tre vundne priser. Ved de 37. People's Choice Awards, var hun nomineret i kategorien "Favorite TV Doctor", hvor Greys Hvide Verden-kollegerne Patrick Dempsey og Sandra Oh også var nomineret. Det efterfølgende år modtog hun endnu en People's Choice Awards-nominering i kategorien "Favorite TV Drama Actress", en pris som hun gik hen og vandt tre gange, i 2012, 2014 og 2015. Pompeo har været nomineret til flere andre priser for sin rolle i serien. Hun og Greys Hvide Verden-castet vandt prisen Best Ensemble in a Television Series ved Satellite Awards i 2006. Ved næste års prisoverrækkelse vandt hun prisen i kategorien Best Actress in a Television Drama Series. Hun var blandt de Greys Hvide Verden-castmedlemmer, der vandt prisen Outstanding Performance by an Ensemble in a Drama Series ved de 13. Screen Actors Guild Awards i 2006, i hvilken kategori castet modtog nomineringer i 2006 og 2008. Pompeo modtog i 2006 en nominering i kategorien Best Performance by an Actress in a Drama Series ved de 64.Golden Globe Awards – serien vandt i denne omgang i kategorien Best Drama Series. I 2007 modtog Pompeo og de andre kvindelige castmedlemmer fra Greys Hvide Verden prisen Women in Film Lucy Award, som hylder dem "hvis arbejde på tv positivt påvirker holdninger mod kvinder." Samme år medvirkede hun i filmen Life of the Party.
Som en af verdens højstbetalte skuespillere siden 2017, er hun nævnt flere gange på Forbes’ year-end lister.
I 2007 blev Pompeo hyldet af National Italian American Foundation for hendes præsentationer indenfor underholdning ved en galla i Washington, D.C. Samme år udtalte show-business awards reporteren Tom O'Neil, at det snart var på tide at Pompeo blev nomineret til en Emmy Award for hendes rolle i Greys Hvide Verden. Samme synspunkt blev delt af flere anmeldere, inklusiv Mary McNamara fra Los Angeles Times, som sagde at Pompeo, "har arbejdet virkelig hårdt og mod alle odds for endelig at gøre Meredith Grey til en interessant karakterer" og at hun burde få en nominering ved de 61. Primetime Emmy Awards i 2009. Gennem seriens 12. sæson udnævnte Western Gazettes Alex Hawnkings Pompeo som den holdt serien i gang og italesatte endnu engang, at det var på tide for hende at vinde en Emmy Award. Læsere af O'Neil's awards webside, The Envelope, inkluderede Pompeo i deres 2009-nominerede for Best Drama Actress på sidens Gold Derby TV Awards.

### 2011–nu: Videre professionel udfoldelse
Den 27. oktober 2011 reporterede Deadline Hollywood, at Pompeo havde lanceret sit eget produktionsselskab, Calamity Jane, som solgte dets første projekt til ABC, en unavnegivet serie om kvindelige agenter ved Secretary of States sikkerhedsafdeling. Ved et BuzzFeed event i 2014, gav hun udtryk for muligheden ved anden karrierevej, når Greys Hvide Verden engang blev afsluttet: "Jeg kan helt sikkert mærke, at jeg forandrer mig. Jeg synes ikke skuespil gør mig særlig magtfuld." Siden da har Pompeo været involveret i andre projekter som producer og hun har også haft sin debut som instruktør i Greys Hvide Verden-afsnit i 13. sæson. I august 2014 blev det annonceret at Pompeo var ved at udvikle to dramaer sammen med ABC Studios - en tilpasning af Rachel Careys roman fra 2013 Debt til ABC Family, og et unavngivet kvindeligt politidrama til ABC. Pompeo har også været inde over den spanske thriller Motivos Personales sammen med det London-baserede firma, New Media Vision. Pompeo medvirkede i 2015 i musikvideoen til Taylor Swifts single "Bad Blood", og to år senere lagde hun stemme til en legetøjskat i børnetv-serien Doc McStuffins.
I januar 2018 fornyede hun sin kontrakt for Greys Hvide Verden, hvor hun bandt sig for to sæsoner mere. Denne kontrakt gjorde hende til den højstbetalte skuespillerinde i en dramaserie, med en årsløn på mere end $20 million (over 125 mio DKK). Hun fik en løn på $575,000 (ca 3,6 mio DKK) pr afsnit i sin kontrakt og blev forfremmet til producer, hvilket alene er blevet anslået til at indtjene hende $6 million til $7 million årligt (ca 38-44 mio DKK). Hun blev også krediteret som co-producer i Greys Hvide Verden-spinoff Station 19 og fik kontorplads til Calamity Jane ved Walt Disney Studios. Hun er forfatter af et skriv om lønulighed mellem kønnene og skrivet, sammen med hendes flotte kontraktforhandling, udgjorde forsidehistorien af The Hollywood Reporter januarnummer i 2018. Forbes rangerede Pompeo som den tredje højstbetalte skuespillerinde og den femte højstbetalte skuespiller i det hele taget på deres 2018-liste over bedstbetalte tv-skuespillere; med årslønninger på US$23.5 million (ca 148 mio DKK). I 2019 optrådte hun som gæstedommer af fjerde sæson af RuPaul's Drag Race All Stars. Hendes produktionsselskab og ABC købte i 2021 rettighederne til Elin Hilderbrands "Paradise"-bogtrilogi.

## Privatliv
Pompeo mødte musikproduceren Chris Ivery i et supermarked i Los Angeles i 2003. De begyndte at gå ud efter seks måneders venskab og giftede sig i 2007, med New York Citys borgmester Michael Bloomberg som vidne til ceremonien. De har to døtre, Stella Luna Pompeo Ivery (2009) og Sienna May Pompeo Ivery (2014), og en søn, Eli Christopher Pompeo Ivery (2016), sammen.
Pompeo er blevet kritiseret i medier, der har fremsat historier om, at hun lider af en spiseforstyrrelse, hvilket har fået Pompeo til at kalde disse medier uansvarlige for at promovere sådanne rygter. I et nummer af Los Angeles Confidential Magazine i 2007 har hun udtalt, at hun var bekymret for de unge piger som ser op til hende: "Jeg vil ikke have, at de skal tro at jeg sulter mig selv eller ikke spiser, og at det er sådan de skal gøre for at være som mig."
Pompeo har, sammen med Shonda Rhimes og lederne af Rhimes' ABC Thursday line-up shows, Kerry Washington fra Scandal og Viola Davis fra How to Get Away with Murder, optrådt i en kampagne ved det amerikanske præsidentvalg i 2016 for kandidaten Hillary Clinton, hvor hendes hovedrolle Meredith Grey sammenlignes med hovedpersonerne fra de andre serier. I videoen fortæller skuespillerne, at figurerne Olivia Pope, Annalise Keating og Meredith Grey er "fantastiske" og "komplekse" kvinder som kæmper for retfærdighed og som giver stemmer til de der ingen stemme har. Rhimes, Davis, Pompeo og Washington skiftes til at hylde præsidentkandidaten og slutter af med: "Vores karakterer er på tv: den virkelige verden har Hillary Clinton." Clinton svarede på videoen med et tweet, "Sikke dog et power lineup. Tak for at være med på holdet!"

## Filmografi

### Film
| År   | Titel                                 | Rolle         | Noter          |
| ---- | ------------------------------------- | ------------- | -------------- |
| 1995 | Do You Have the Time                  | Kvinde        | Kortfilm       |
| 1999 | 8 ½ x 11                              | HR kvinde     | Kortfilm       |
| 1999 | Coming Soon                           | Urolig pige   |                |
| 2000 | Eventual Wife                         | Beth          | Kortfilm       |
| 2000 | In the Weeds                          | Martha        |                |
| 2000 | Mambo Café                            | Stacy         |                |
| 2002 | Moonlight Mile                        | Bertie Knox   |                |
| 2002 | Catch Me If You Can                   | Marci         |                |
| 2003 | Old School                            | Nicole        |                |
| 2003 | Daredevil                             | Karen Page    |                |
| 2003 | Undermind                             | Flynn         |                |
| 2004 | Nobody's Perfect                      | Veronica      | Kortfilm       |
| 2004 | Art Heist                             | Sandra Walker |                |
| 2004 | Eternal Sunshine of the Spotless Mind | Naomi         | Scener slettet |
| 2005 | Life of the Party                     | Phoebe Elgin  |                |

### Tv
| År           | Titel                         | Rolle                        | Noter                                                                      |
| ------------ | ----------------------------- | ---------------------------- | -------------------------------------------------------------------------- |
| 1996, 2000   | Law & Order                   | Jenna Weber / Laura Kendrick | Afsnit: "Savior" and "Fools for Love"                                      |
| 1999         | Strangers with Candy          | Lizzie Abrams                | Afsnit: "Feather in the Storm"                                             |
| 2000         | Get Real                      | Nina Adler                   | Afsnit: "History Lessons"                                                  |
| 2001         | The Job                       | Sue                          | Afsnit: "Anger"                                                            |
| 2001         | Strong Medicine               | Quincy Dunne                 | Afsnit: "Wednesday Night Fever"                                            |
| 2004         | Venner                        | Missy Goldberg               | Afsnit: "The One Where the Stripper Cries"                                 |
| 2005–present | Greys Hvide Verden            | Dr. Meredith Grey            | Fast rolle                                                                 |
| 2015         | Repeat After Me               | Sig selv                     | Afsnit: "Episode 108"                                                      |
| 2017         | Doc McStuffins                | Willow (stemme)              | Afsnit: "Toy Hospital: Camille Gets Over the Hump/Willow's Wonky Whiskers" |
| 2018, 2020   | Station 19                    | Dr. Meredith Grey            | Afsnit: "Stuck", "Louder Than a Bomb"                                      |
| 2019         | RuPaul's Drag Race: All Stars | Sig selv                     | Gæstedommer (sæson 4)                                                      |

### Musikvideoer
| År   | Titel       | Kunstner     | Rolle | Ref.   |
| ---- | ----------- | ------------ | ----- | ------ |
| 2015 | "Bad Blood" | Taylor Swift | Luna  | [ 58 ] |

### Instruktør
| År      | Titel              | Rolle    | Noter                                                      | Ref.          |
| ------- | ------------------ | -------- | ---------------------------------------------------------- | ------------- |
| 2017–nu | Greys Hvide Verden | Director | 2 afsnit: "Be Still, My Soul" & "Old Scars, Future Hearts" | [ 42 ] [ 59 ] |

### Producer
| År      | Titel              | Rolle                 | Noter     |
| ------- | ------------------ | --------------------- | --------- |
| 2017–nu | Greys Hvide Verden | Producer              | 3 sæsoner |
| 2018–nu | Station 19         | Co-executive producer | 3 sæsoner |

## Priser og nomineringer
| År   | Pris                                 | Kategori                                                      | Arbejde            | Resultat  | Ref.   |
| ---- | ------------------------------------ | ------------------------------------------------------------- | ------------------ | --------- | ------ |
| 2005 | Teen Choice Awards                   | Choice TV – Breakout Female                                   | Greys Hvide Verden | Nomineret | [ 60 ] |
| 2006 | Screen Actors Guild                  | Outstanding Performance by an Ensemble in a Drama Series      | Greys Hvide Verden | Nomineret | [ 61 ] |
| 2006 | Teen Choice Awards                   | Choice TV Actress                                             | Greys Hvide Verden | Nomineret | [ 62 ] |
| 2006 | Satellite Awards                     | Best Ensemble in Television                                   | Greys Hvide Verden | Vundet    | [ 1 ]  |
| 2007 | Golden Globe Awards                  | Best Performance by an Actress in a Television Series – Drama | Greys Hvide Verden | Nomineret | [ 31 ] |
| 2007 | Screen Actors Guild                  | Outstanding Performance by an Ensemble in a Drama Series      | Greys Hvide Verden | Vundet    | [ 63 ] |
| 2007 | Satellite Awards                     | Best Actress – Drama Series                                   | Greys Hvide Verden | Vundet    | [ 1 ]  |
| 2007 | National Italian American Foundation | Special Achievement in Entertaining                           | Sig selv           | Vundet    | [ 34 ] |
| 2008 | Screen Actors Guild                  | Outstanding Performance by an Ensemble in a Drama Series      | Greys Hvide Verden | Nomineret | [ 1 ]  |
| 2011 | People's Choice Awards               | Favorite TV Doctor                                            | Greys Hvide Verden | Nomineret | [ 64 ] |
| 2012 | People's Choice Awards               | Favorite TV Drama Actress                                     | Greys Hvide Verden | Nomineret | [ 65 ] |
| 2013 | People's Choice Awards               | Favorite TV Drama Actress                                     | Greys Hvide Verden | Vundet    | [ 66 ] |
| 2015 | People's Choice Awards               | Favorite Dramatic TV Actress                                  | Greys Hvide Verden | Vundet    | [ 67 ] |
| 2015 | Taormina Film Fest                   | Taormina Arte Award                                           | Sig selv           | Vundet    | [ 1 ]  |
| 2016 | People's Choice Awards               | Favorite Dramatic TV Actress                                  | Greys Hvide Verden | Vundet    | [ 68 ] |
| 2017 | People's Choice Awards               | Favorite Dramatic TV Actress                                  | Greys Hvide Verden | Nomineret | [ 69 ] |
| 2017 | MTV Movie & TV Awards                | Tearjerker                                                    | Greys Hvide Verden | Nomineret | [ 70 ] |
| 2018 | People's Choice Awards               | The Female TV Star of 2018                                    | Greys Hvide Verden | Nomineret | [ 71 ] |
| 2018 | GLSEN Respect Awards                 | LGBTQ Community's Supporter                                   | Sig selv           | Vundet    | [ 72 ] |